# Studzieniczna
Studzieniczna is een dorp in de Poolse woiwodschap Podlachië. De plaats maakt deel uit van de gemeente Augustów.